# IC 1059
IC 1059 — галактика типу C (компактна галактика) у сузір'ї Терези.
Цей об'єкт міститься в оригінальній редакції індексного каталогу.